# Toezicht op goede doelen
In Nederland wordt de regulering van goede doelen voornamelijk verzorgd door de officiële keuring van de Belastingdienst, die goede doelen voorziet van een officiële ANBI-status. Deze status stelt goede doelen in staat om giften van donateurs belasting aftrekbaar te maken. Naast deze officiële keuring zijn er een aantal inofficiële keuringen van onafhankelijke organisaties. Deze organisaties hebben op basis van zelfregulering regels opgesteld waar hun leden zich aan dienen te houden.

## Belastingdienst ANBI-Loket
Om ANBI-status te verkrijgen en te behouden, moet een goed doel in Nederland voldoen aan eisen met betrekking tot het algemeen nut, onafhankelijk bestuur, ethisch verantwoorde fondsenwerving, zorgvuldige vermogensbeheer, en uitgebreide transparantie en verantwoording. Deze eisen zijn bedoeld om het vertrouwen in goede doelen te waarborgen en te zorgen dat donaties daadwerkelijk bijdragen aan het algemeen nut. De Belastingdienst controleert periodiek of ANBI's blijven voldoen aan de gestelde eisen. Niet-naleving kan leiden tot intrekking van de ANBI-status.

### Algemeen Nut
DoelstellingDe organisatie moet met minstens 90% van haar inzet het algemeen nut dienen. Dit betekent dat de activiteiten moeten bijdragen aan het welzijn van de samenleving in bredere zin.
ActiviteitenDe feitelijke werkzaamheden moeten in overeenstemming zijn met de doelstellingen en moeten daadwerkelijk gericht zijn op het algemeen nut.
BeleidsplanDe instelling moet een actueel beleidsplan hebben waarin de activiteiten, fondsenwerving, beheer van vermogen en bestedingsplan worden beschreven.
BestuurHet bestuur moet onafhankelijk zijn en mag niet bestaan uit familieleden of partners. Bestuursleden mogen geen doorslaggevende zeggenschap hebben over het vermogen van de organisatie.
BeloningBestuurders mogen geen andere beloning ontvangen dan een onkostenvergoeding of vacatiegeld.
VermogensbeheerDe instelling moet zorgvuldig omgaan met haar vermogen. Het vermogen moet in redelijke verhouding staan tot de geplande bestedingen.
BestedingenDe instelling moet het vermogen dat zij opbouwt binnen redelijke tijd besteden aan de doelstellingen.
FondsenwervingDe methoden voor fondsenwerving moeten ethisch verantwoord zijn en in overeenstemming met de doelstellingen.

### Publicatieplicht
WebsiteANBI's moeten een aantal gegevens op hun website publiceren. Dit omvat het RSIN (Rechtspersonen en Samenwerkingsverbanden Informatienummer), de contactgegevens, het beleidsplan, de namen van de bestuurders, het beloningsbeleid, het verslag van de uitgeoefende activiteiten, en de financiële verantwoording.
Financiële gegevensDit moet een balans met toelichting, een staat van baten en lasten met toelichting, en een toelichting op de bestedingen van de inkomsten omvatten.
JaarverslagANBI's moeten jaarlijks een verslag publiceren van de uitgeoefende activiteiten en een financiële verantwoording.

## Zelfregulering door sectororganisaties
In Nederland zijn er verschillende toezichthouders en organisaties die een rol spelen bij het toezicht op goede doelen. Stichting Donateursbelangen richt zich op de belangen van donateurs en draagt bij aan de transparantie en verantwoording van goede doelen. Het Centraal Bureau Fondsenwerving (CBF) verleent keurmerken aan goede doelen die aan bepaalde criteria voldoen en houdt toezicht op de naleving van deze criteria. Daarnaast speelt Goede Doelen Nederland, een brancheorganisatie voor goede doelen, een belangrijke rol in de zelfregulering door het opstellen van richtlijnen en gedragscodes. Nederland Filantropieland biedt ondersteuning en bevordert professionalisering binnen de sector. De Stichting Keurmerk Goede Doelen biedt een keurmerk voor kleinere goede doelen en richt zich op transparantie en verantwoording. Het Institute for Fundraising (IF) en de Vereniging van Fondsen in Nederland (FIN) bieden eveneens ondersteuning en richtlijnen aan goede doelen. Samen dragen deze organisaties bij aan een systeem van toezicht en zelfregulering dat de integriteit en effectiviteit van goede doelen in Nederland bevordert.